# Zemplínska Nová Ves
Zemplínska Nová Ves és un poble i municipi d'Eslovàquia. Es troba a la regió de Košice, a l'est del país.

## Història
La primera referència escrita de la vila data del 1263.

## Demografia
| Godina             | 1994 | 2004   | 2014   | 2024   |
| ------------------ | ---- | ------ | ------ | ------ |
| Nombre de persones | 883  | 954    | 900    | 926    |
| Diferència         |      | +8,04% | −5,66% | +2,88% |

| Godina             | 2023 | 2024   |
| ------------------ | ---- | ------ |
| Nombre de persones | 922  | 926    |
| Diferència         |      | +0,43% |